# فرودگاه صحرایی انگوین–پرت
فرودگاه صحرایی انگوین-پرت (به انگلیسی: Angwin-Parrett Field) یک فرودگاه همگانی بهره‌برداری هوایی است که یک باند فرود آسفالت دارد و طول باند آن ۹۸۱ متر است. این فرودگاه در کشور ایالات متحده آمریکا قرار دارد و در ارتفاع ۵۶۳ متری از سطح دریا واقع شده است.